# RSC Anderlecht in het seizoen 2005/06
RSC Anderlecht begon als vicekampioen aan het seizoen. Trainer Franky Vercauteren zag sterkhouders als Aruna Dindane en Glen De Boeck wegvallen. De Boeck had na een zware blessure besloten een punt te zetten achter zijn carrière. Hij werd bij Anderlecht de assistent van Vercauteren.
Maar er waren ook heel wat nieuwkomers. Doelman Silvio Proto werd bij La Louvière weggeplukt en Bart Goor keerde na een afwezigheid van vier jaar terug naar het Astridpark. In de herfstperiode werd ook de Argentijnse aanvaller Nicolás Frutos gekocht. Hij werd echter pas na de winterstop inzetbaar voor de club. Hij ving het vertrek van gewezen topschutter Nenad Jestrović op.
Na de winterstop zette Anderlecht de middenvelders Laurent Delorge en Marius Mitu aan de deur. Zij werden genoemd in het omkoopschandaal rond Zheyun Ye. Tijdens hun periode bij Lierse SK zouden zij zich hebben laten omkopen door leden van de Chinese gokmaffia. Toen dit nieuws na een televisiereportage uitlekte, ontsloeg manager Herman Van Holsbeeck beide spelers.
Anderlecht sloot het seizoen ondanks de sterke concurrentie van Standard Luik en Club Brugge opnieuw af als landskampioen. Het was de 28e landstitel van de club. Het bleef spannend tot op het slot. Met nog twee wedstrijden op het programma won Anderlecht in eigen huis de fel beladen topper tegen Standard. Een week later liet Anderlecht echter punten liggen tegen AA Gent, waardoor Anderlecht tot op de laatste speeldag moest knokken voor de landstitel. Gelukkig voor Anderlecht hielp Gent een handje, want de Buffalo's gingen op de slotdag verrassend winnen in Luik. Anderlecht zelf gaf de titelviering extra glans door thuis met 3-0 te winnen van Zulte Waregem. De titelwedstrijd was meteen ook het afscheid van aanvoerder Pär Zetterberg. Op hetzelfde ogenblik zette in Brugge ex-Anderlechtspeler Gert Verheyen eveneens een punt achter zijn loopbaan als profvoetballer.
In de Beker van België liep het minder vlot en werd Anderlecht al in de eerste wedstrijd uitgeschakeld door tweedeklasser Verbroedering Geel.
Paars-wit plaatste zich via de voorrondes voor UEFA Champions League. In de groepsfase kwam de Brusselse club er niet aan te pas. Anderlecht pakte pas op de laatste speeldag voor het eerst punten. Anderlecht werd laatste in de groep en kon dus niet Europees overwinteren.

## Spelerskern
| Nr.           | Naam                  | Nationaliteit           | Geboortedatum | Vorige club                   |
| ------------- | --------------------- | ----------------------- | ------------- | ----------------------------- |
| Keepers       |                       |                         |               |                               |
| 1             | Daniel Zitka          | Tsjechië                | 20-06-1975    | 1999-2002 KSC Lokeren         |
| 13            | Silvio Proto          | België                  | 23-05-1983    | 1999-2005 La Louvière         |
| 23            | Tristan Peersman      | België                  | 28-09-1979    | 1996-2000 KSK Beveren         |
| 25            | Jan Van Steenberghe   | België                  | 04-07-1972    | 2002-2003 La Louvière         |
| Verdedigers   |                       |                         |               |                               |
| 3             | Olivier Deschacht     | België                  | 16-02-1981    | /                             |
| 5             | Roland Juhász         | Hongarije               | 01-07-1983    | 1999-2005 MTK                 |
| 6             | Michał Żewłakow       | Polen                   | 22-04-1976    | 1999-2002 Excelsior Moeskroen |
| 27            | Vincent Kompany       | België / Congo-Kinshasa | 10-04-1986    | /                             |
| 30            | Hannu Tihinen         | Finland                 | 01-07-1976    | 2001-2002 Viking Stavanger    |
| 31            | Mark De Man           | België                  | 27-04-1983    | /                             |
| 34            | Lamine Traoré         | Burkina Faso            | 06-10-1982    | /                             |
| 37            | Anthony Vanden Borre  | België / Congo-Kinshasa | 24-10-1987    | /                             |
| Middenvelders |                       |                         |               |                               |
| 4             | Yves Vanderhaeghe     | België                  | 30-01-1970    | 1998-2000 Excelsior Moeskroen |
| 7             | Goran Lovre           | Joegoslavië             | 23-03-1982    | /                             |
| 10            | Walter Baseggio       | België / Italië         | 19-08-1978    | /                             |
| 14            | Bart Goor             | België                  | 09-04-1973    | 2004-2005 Feyenoord           |
| 15            | Besnik Hasi           | Albanië                 | 29-12-1971    | 1998-2000 KRC Genk            |
| 17            | Christian Wilhelmsson | Zweden                  | 08-12-1979    | 2001-2003 Stabæk IF           |
| 19            | Laurent Delorge ¹     | België                  | 21-07-1979    | 2003-2005 Lierse SK           |
| 20            | Fabrice Ehret         | Frankrijk               | 28-09-1979    | 1998-2004 RC Strasbourg       |
| 21            | Pär Zetterberg        | Zweden                  | 14-10-1970    | 2000-2003 Olympiakos Piraeus  |
| 28            | Anatoli Gerk          | Rusland                 | 20-11-1984    | /                             |
| 36            | Jonathan Legear       | België                  | 13-04-1987    | /                             |
| 41            | Cheick Tioté          | Ivoorkust               | 21-06-1986    | /                             |
| 99            | Marius Mitu ¹         | Roemenië                | 10-09-1976    | 2002-2005 Lierse SK           |
| Aanvallers    |                       |                         |               |                               |
| 8             | Nenad Jestrović       | Joegoslavië             | 09-05-1976    | 2000-2001 Excelsior Moeskroen |
| 9             | Mbo Mpenza            | België / Congo-Kinshasa | 04-12-1976    | 2002-2004 Excelsior Moeskroen |
| 11            | Grégory Pujol         | Frankrijk               | 25-01-1980    | 2001-2005 FC Nantes           |
| 18            | Sami Allagui          | Tunesië / Duitsland     | 28-05-1986    | /                             |
| 22            | Oleg Iachtchouk       | Oekraïne                | 26-10-1977    | 1994-1996 Nyva Ternopil       |
| 24            | Serhat Akın           | Turkije / Duitsland     | 05-06-1981    | 2000-2005 Fenerbahçe          |
| 29            | Nicolás Frutos        | Argentinië / Italië     | 10-05-1981    | 2005 Independiente            |
| 42            | Sébastien Siani       | Kameroen                | 21-12-1986    | /                             |

- = Aanvoerder
- ¹ Laurent Delorge en Marius Mitu werden voor hun betrokkenheid bij de zaak rond de gokchinees in februari 2006 ontslagen.

### Technische staf
|                 |                           |               |
| Functie         | Naam                      | Nationaliteit |
| Coach           | Franky Vercauteren (foto) | België        |
| Assistent-coach | Glen De Boeck             | België        |
| Assistent-coach | Daniel Renders            | België        |
| Keeperstrainer  | Jacky Munaron             | België        |
| Team manager    | Pierre Leroy              | België        |
| Dokter          | Kristof Sas               | België        |
| Dokter          | Leo Groenweghe            | België        |

## Resultaten
Een overzicht van de competities waaraan Anderlecht in het seizoen 2005-2006 deelnam.
| Seizoen 2005/06  | Seizoen 2005/06 | Seizoen 2005/06                      |
| Competitie       | Resultaat       | Uitgeschakeld door / Tegenstander(s) |
| ---------------- | --------------- | ------------------------------------ |
| Jupiler League   | Kampioen        |                                      |
| Beker van België | 1/16 finale     | Verbroedering Geel (II)              |
| Champions League | Groepsfase      | Liverpool, Chelsea, Real Betis       |

## Uitrustingen
Shirtsponsor(s): Fortis

Sportmerk: adidas
| Thuis | Uit | Doelman | Doelman | Doelman |

## Transfers

### Zomer
| Naam                  | Nationaliteit           | Van/naar        | Prijs                |
| --------------------- | ----------------------- | --------------- | -------------------- |
| Inkomend              |                         |                 |                      |
| Serhat Akın           | Turkije / Duitsland     | Fenerbahçe      | Vrije transfer       |
| Laurent Delorge       | België                  | Lierse SK       | € 600.000            |
| Bart Goor             | België                  | Feyenoord       | € 2.000.000          |
| Roland Juhász         | Hongarije               | MTK Boedapest   | € 2.000.000          |
| Gabriel Ngalula Mbuyi | België / Congo-Kinshasa | RAEC Mons       | Terug van uitgeleend |
| Sherjill Mac-Donald   | Nederland / Suriname    | Heracles Almelo | Terug van uitgeleend |
| Marius Mitu           | Roemenië                | Lierse SK       | Vrije transfer       |
| Silvio Proto          | België                  | La Louvière     | € 1.500.000          |
| Grégory Pujol         | Frankrijk               | FC Nantes       | Geleend              |
| Uitgaand              |                         |                 |                      |
| Glen De Boeck         | België                  | /               | Einde carrière       |
| Aruna Dindane         | Ivoorkust               | RC Lens         | € 2.500.000          |
| Christophe Grégoire   | België                  | AA Gent         | € 200.000            |
| Gabriel Ngalula Mbuyi | België / Congo-Kinshasa | Stoke City      | Uitgeleend           |
| Martin Kolář          | Tsjechië                | Stoke City      | Uitgeleend           |
| Sherjill Mac-Donald   | Nederland / Suriname    | Hamburger SV    | Uitgeleend           |
| Clayton Zane          | Australië               | /               | Einde carrière       |

### Winter
| Naam             | Nationaliteit       | Van/naar      | Prijs                |
| ---------------- | ------------------- | ------------- | -------------------- |
| Inkomend         |                     |               |                      |
| Nicolás Frutos   | Argentinië / Italië | Independiente | € 2.500.000          |
| Martin Kolář     | Tsjechië            | Stoke City    | Terug van uitgeleend |
| Uitgaand         |                     |               |                      |
| Walter Baseggio  | België              | Treviso       | Uitgeleend           |
| Fabrice Ehret    | Frankrijk           | FC Aarau      | Vrije transfer       |
| Anatoli Gerk     | Rusland             | FC Twente     | € 800.000            |
| Besnik Hasi      | Albanië             | KSC Lokeren   | Vrije transfer       |
| Nenad Jestrović  | Joegoslavië         | Al Ain FC     | € 860.000            |
| Martin Kolář     | Tsjechië            | KVC Westerlo  | Uitgeleend           |
| Tristan Peersman | België              | Willem II     | Vrije transfer       |

## Jupiler Pro League

### Wedstrijden
| Wedstrijddetails                                              | Thuisploeg                                                        | Uitslag                 | Uitploeg                         | Opstelling | Rode kaarten     |
| ------------------------------------------------------------- | ----------------------------------------------------------------- | ----------------------- | -------------------------------- | --- | ---------------- |
| Heenronde                                                     |                                                                   |                         |                                  | |                  |
| 6 augustus 2005 Constant Vanden Stockstadion Anderlecht       | RSC Anderlecht                                                    | 6-0                     | La Louvière                      | Zitka Tihinen, Kompany, Deschacht Vanden Borre, Zetterberg (67' Mitu), Vanderhaeghe, Goor (80' De Man) Akın, Jestrović, Mpenza (62' Delorge)            |                  |
| 6 augustus 2005 Constant Vanden Stockstadion Anderlecht       | 9' Mpenza 24' Akın 45' Zetterberg 59' Goor 65' Akın 84' Mitu      | 1-0 2-0 3-0 4-0 5-0 6-0 |                                  | Zitka Tihinen, Kompany, Deschacht Vanden Borre, Zetterberg (67' Mitu), Vanderhaeghe, Goor (80' De Man) Akın, Jestrović, Mpenza (62' Delorge)            |                  |
| 14 augustus 2005 Jan Breydelstadion Brugge                    | Cercle Brugge                                                     | 0-2                     | RSC Anderlecht                   | Zitka Żewłakow, Tihinen, Kompany, Deschacht Wilhelmsson (84' Delorge), Vanderhaeghe, Baseggio (76' De Man), Goor Akın, Mpenza                           |                  |
| 14 augustus 2005 Jan Breydelstadion Brugge                    |                                                                   | 0-1 0-2                 | 24' Akın 81' Mpenza              | Zitka Żewłakow, Tihinen, Kompany, Deschacht Wilhelmsson (84' Delorge), Vanderhaeghe, Baseggio (76' De Man), Goor Akın, Mpenza                           |                  |
| 20 augustus 2005 Constant Vanden Stockstadion Anderlecht      | RSC Anderlecht                                                    | 3-1                     | Germinal Beerschot               | Zitka Vanden Borre, Tihinen, Kompany, Deschacht Zetterberg (61' Żewłakow), Vanderhaeghe, Goor Wilhelmsson, Jestrović (71' Mpenza), Akın (83' Delorge)   |                  |
| 20 augustus 2005 Constant Vanden Stockstadion Anderlecht      | 36' Jestrović 45' Jestrović 72' Mpenza                            | 0-1 1-1 2-1 3-1         | 11' Dosunmu                      | Zitka Vanden Borre, Tihinen, Kompany, Deschacht Zetterberg (61' Żewłakow), Vanderhaeghe, Goor Wilhelmsson, Jestrović (71' Mpenza), Akın (83' Delorge)   |                  |
| 28 augustus 2005 Fenixstadion Genk                            | KRC Genk                                                          | 3-3                     | RSC Anderlecht                   | Proto Vanden Borre, Tihinen, Kompany, Deschacht Wilhelmsson (84' Żewłakow), Zetterberg (72' De Man), Vanderhaeghe, Goor Mpenza, Jestrović (60' Delorge) | 70' Vanden Borre |
| 28 augustus 2005 Fenixstadion Genk                            | 73' Vandooren 74' Cornelis 84' Mikulic                            | 0-1 0-2 1-2 2-2 2-3 3-3 | 45' Mpenza 61' Mpenza 80' Mpenza | Proto Vanden Borre, Tihinen, Kompany, Deschacht Wilhelmsson (84' Żewłakow), Zetterberg (72' De Man), Vanderhaeghe, Goor Mpenza, Jestrović (60' Delorge) | 70' Vanden Borre |
| 10 september 2005 Constant Vanden Stockstadion Anderlecht     | RSC Anderlecht                                                    | 3-1                     | Excelsior Moeskroen              | Zitka Żewłakow, Tihinen, Kompany (78' Hasi), Deschacht Wilhelmsson, Vanderhaeghe, Zetterberg (70' De Man), Goor Mpenza, Jestrović (88' Akın)            |                  |
| 10 september 2005 Constant Vanden Stockstadion Anderlecht     | 37' Jestrović 52' Jestrović 90' Mpenza                            | 1-0 1-1 2-1 3-1         | 40' Tailson                      | Zitka Żewłakow, Tihinen, Kompany (78' Hasi), Deschacht Wilhelmsson, Vanderhaeghe, Zetterberg (70' De Man), Goor Mpenza, Jestrović (88' Akın)            |                  |
| 17 september 2005 Edmond Machtensstadion Sint-Jans-Molenbeek  | FC Brussels                                                       | 1-1                     | RSC Anderlecht                   | Proto Vanden Borre, Tihinen, De Man, Deschacht Wilhelmsson, Hasi, Baseggio, Goor Mpenza, Jestrović (61' Akın)                                           |                  |
| 17 september 2005 Edmond Machtensstadion Sint-Jans-Molenbeek  | 78' Sels                                                          | 0-1 1-1                 | 69' Culek (e.d.)                 | Proto Vanden Borre, Tihinen, De Man, Deschacht Wilhelmsson, Hasi, Baseggio, Goor Mpenza, Jestrović (61' Akın)                                           |                  |
| 21 september 2005 Constant Vanden Stockstadion Anderlecht     | RSC Anderlecht                                                    | 5-1                     | KSV Roeselare                    | Proto Tihinen, De Man (63' Żewłakow), Deschacht Vanden Borre (68' Delorge), Vanderhaeghe, Baseggio, Goor Wilhelmsson, Jestrović, Akın (68' Pujol)       |                  |
| 21 september 2005 Constant Vanden Stockstadion Anderlecht     | 3' Vanden Borre 28' Baseggio 43' Akın 58' Jestrović 65' Jestrović | 1-0 2-0 3-0 4-0 5-0 5-1 | 87' De Vleeschauwer              | Proto Tihinen, De Man (63' Żewłakow), Deschacht Vanden Borre (68' Delorge), Vanderhaeghe, Baseggio, Goor Wilhelmsson, Jestrović, Akın (68' Pujol)       |                  |
| 25 september 2005 Herman Vanderpoortenstadion Lier            | Lierse SK                                                         | 0-0                     | RSC Anderlecht                   | Proto Tihinen, De Man, Deschacht Żewłakow, Vanderhaeghe, Baseggio (77' Zetterberg), Goor Wilhelmsson, Mpenza, Akın (82' Delorge)                        |                  |
| 25 september 2005 Herman Vanderpoortenstadion Lier            |                                                                   |                         |                                  | Proto Tihinen, De Man, Deschacht Żewłakow, Vanderhaeghe, Baseggio (77' Zetterberg), Goor Wilhelmsson, Mpenza, Akın (82' Delorge)                        |                  |
| 1 oktober 2005 Constant Vanden Stockstadion Anderlecht        | RSC Anderlecht                                                    | 3-0                     | Sint-Truiden VV                  | Proto Vanden Borre, Tihinen, De Man, Deschacht Wilhelmsson, Vanderhaeghe, Zetterberg (84' Baseggio), Goor Mpenza (88' Pujol), Jestrović (84' Akın)      |                  |
| 1 oktober 2005 Constant Vanden Stockstadion Anderlecht        | 67' Jestrović 77' Mpenza 90+1' Baseggio                           | 1-0 2-0 3-0             |                                  | Proto Vanden Borre, Tihinen, De Man, Deschacht Wilhelmsson, Vanderhaeghe, Zetterberg (84' Baseggio), Goor Mpenza (88' Pujol), Jestrović (84' Akın)      |                  |
| 15 oktober 2005 Freethiel Beveren                             | KSK Beveren                                                       | 0-1                     | RSC Anderlecht                   | Proto Traoré, De Man, Deschacht Vanden Borre, Vanderhaeghe, Baseggio (80' Goor), Ehret Wilhelmsson (90' Żewłakow), Jestrović (80' Delorge), Mpenza      |                  |
| 15 oktober 2005 Freethiel Beveren                             |                                                                   | 0-1                     | 37' Jestrović                    | Proto Traoré, De Man, Deschacht Vanden Borre, Vanderhaeghe, Baseggio (80' Goor), Ehret Wilhelmsson (90' Żewłakow), Jestrović (80' Delorge), Mpenza      |                  |
| 23 oktober 2005 Constant Vanden Stockstadion Anderlecht       | RSC Anderlecht                                                    | 2-2                     | Club Brugge                      | Proto Vanden Borre, Traoré, De Man, Deschacht Zetterberg, Vanderhaeghe, Goor (78' Żewłakow) Wilhelmsson, Mpenza, Akın (87' Jestrović)                   |                  |
| 23 oktober 2005 Constant Vanden Stockstadion Anderlecht       | 34' Akın 48' Akın                                                 | 1-0 1-1 2-1 2-2         | 46' Vermant 60' Verheyen         | Proto Vanden Borre, Traoré, De Man, Deschacht Zetterberg, Vanderhaeghe, Goor (78' Żewłakow) Wilhelmsson, Mpenza, Akın (87' Jestrović)                   |                  |
| 28 oktober 2005 Daknamstadion Lokeren                         | KSC Lokeren                                                       | 2-2                     | RSC Anderlecht                   | Proto Żewłakow, Traoré, De Man, Deschacht Wilhelmsson, Vanderhaeghe, Zetterberg (82' Baseggio), Ehret Akın (88' Hasi), Mpenza (73' Pujol)               |                  |
| 28 oktober 2005 Daknamstadion Lokeren                         | 63' João Carlos 88' Diallo                                        | 0-1 1-1 1-2 2-2         | 31' Akın 86' Wilhelmsson         | Proto Żewłakow, Traoré, De Man, Deschacht Wilhelmsson, Vanderhaeghe, Zetterberg (82' Baseggio), Ehret Akın (88' Hasi), Mpenza (73' Pujol)               |                  |
| 5 november 2005 Constant Vanden Stockstadion Anderlecht       | RSC Anderlecht                                                    | 3-1                     | Sporting Charleroi               | Proto Żewłakow, Juhász, Tihinen, De Man Vanden Borre (60' Vanderhaeghe), Zetterberg, Goor Wilhelmsson, Jestrović (71' Mpenza), Akın (83' Deschacht)     |                  |
| 5 november 2005 Constant Vanden Stockstadion Anderlecht       | 13' Vanden Borre 27' Wilhelmsson 51' Tihinen                      | 1-0 1-1 2-1 3-1         | 25' Sterchele                    | Proto Żewłakow, Juhász, Tihinen, De Man Vanden Borre (60' Vanderhaeghe), Zetterberg, Goor Wilhelmsson, Jestrović (71' Mpenza), Akın (83' Deschacht)     |                  |
| 20 november 2005 't Kuipje Westerlo                           | KVC Westerlo                                                      | 2-1                     | RSC Anderlecht                   | Proto Żewłakow, Tihinen, Juhász, Deschacht Zetterberg (74' Goor), De Man, Kompany Wilhelmsson, Mpenza, Akın (68' Vanden Borre)                          |                  |
| 20 november 2005 't Kuipje Westerlo                           | 14' Utaka 77' Coelho                                              | 1-0 1-1 2-1             | 48' Zetterberg                   | Proto Żewłakow, Tihinen, Juhász, Deschacht Zetterberg (74' Goor), De Man, Kompany Wilhelmsson, Mpenza, Akın (68' Vanden Borre)                          |                  |
| 2 december 2005 Constant Vanden Stockstadion Anderlecht       | RSC Anderlecht                                                    | 3-0                     | AA Gent                          | Proto Juhász, Tihinen, Kompany, Deschacht Vanden Borre (77' Baseggio), Zetterberg, Goor Wilhelmsson, Jestrović (60' Żewłakow), Mpenza (83' Iachtchouk)  |                  |
| 2 december 2005 Constant Vanden Stockstadion Anderlecht       | 44' Tihinen 45' Mpenza 62' Mpenza                                 | 1-0 2-0 3-0             |                                  | Proto Juhász, Tihinen, Kompany, Deschacht Vanden Borre (77' Baseggio), Zetterberg, Goor Wilhelmsson, Jestrović (60' Żewłakow), Mpenza (83' Iachtchouk)  |                  |
| 10 december 2005 Regenboogstadion Waregem                     | SV Zulte Waregem                                                  | 1-2                     | RSC Anderlecht                   | Proto Juhász, Kompany, Tihinen Żewłakow, Vanden Borre (67' Delorge), Baseggio, Zetterberg (89' De Man), Deschacht Wilhelmsson, Iachtchouk               |                  |
| 10 december 2005 Regenboogstadion Waregem                     | 20' Sergeant                                                      | 1-0 1-1 1-2             | 31' Kompany 86' Wilhelmsson      | Proto Juhász, Kompany, Tihinen Żewłakow, Vanden Borre (67' Delorge), Baseggio, Zetterberg (89' De Man), Deschacht Wilhelmsson, Iachtchouk               |                  |
| 14 december 2005 Stade Maurice Dufrasne Luik                  | Standard Luik                                                     | 2-0                     | RSC Anderlecht                   | Proto Juhász (62' De Man), Tihinen, Kompany, Żewłakow Vanden Borre, Zetterberg, Goor Wilhelmsson, Iachtchouk (75' Jestrović), Mpenza                    |                  |
| 14 december 2005 Stade Maurice Dufrasne Luik                  | 15' Moreira 60' Juhász (e.d.)                                     | 1-0 2-0                 |                                  | Proto Juhász (62' De Man), Tihinen, Kompany, Żewłakow Vanden Borre, Zetterberg, Goor Wilhelmsson, Iachtchouk (75' Jestrović), Mpenza                    |                  |
| Terugronde                                                    |                                                                   |                         |                                  | |                  |
| 18 december 2005 Stade du Tivoli La Louvière                  | La Louvière                                                       | 0-0                     | RSC Anderlecht                   | Proto Żewłakow, Tihinen, Kompany, Deschacht Zetterberg (63' Baseggio), Vanderhaeghe (82' Allagui), Goor Delorge (73' Iachtchouk), Pujol, Mpenza         |                  |
| 18 december 2005 Stade du Tivoli La Louvière                  |                                                                   |                         |                                  | Proto Żewłakow, Tihinen, Kompany, Deschacht Zetterberg (63' Baseggio), Vanderhaeghe (82' Allagui), Goor Delorge (73' Iachtchouk), Pujol, Mpenza         |                  |
| 21 januari 2006 Constant Vanden Stockstadion Anderlecht       | RSC Anderlecht                                                    | 2-2                     | Cercle Brugge                    | Proto Żewłakow (74' Pujol), Juhász, Tihinen, Deschacht Vanden Borre (90' Akın), Kompany (67' Delorge), Zetterberg, Goor Wilhelmsson, Frutos             |                  |
| 21 januari 2006 Constant Vanden Stockstadion Anderlecht       | 72' Vanden Borre 85' Frutos                                       | 0-1 1-1 1-2 2-2         | 56' Meyssen 77' Dekelver         | Proto Żewłakow (74' Pujol), Juhász, Tihinen, Deschacht Vanden Borre (90' Akın), Kompany (67' Delorge), Zetterberg, Goor Wilhelmsson, Frutos             |                  |
| 27 januari 2006 Olympisch Stadion Antwerpen                   | Germinal Beerschot                                                | 2-0                     | RSC Anderlecht                   | Proto Żewłakow, Kompany, Juhász (67' Akın), Deschacht Wilhelmsson, De Man (82' Zetterberg), Mitu, Goor Pujol (62' Mpenza), Frutos                       |                  |
| 27 januari 2006 Olympisch Stadion Antwerpen                   | 27' Cavens 84' Cavens                                             | 1-0 2-0                 |                                  | Proto Żewłakow, Kompany, Juhász (67' Akın), Deschacht Wilhelmsson, De Man (82' Zetterberg), Mitu, Goor Pujol (62' Mpenza), Frutos                       |                  |
| 4 februari 2006 Constant Vanden Stockstadion Anderlecht       | RSC Anderlecht                                                    | 4-1                     | KRC Genk                         | Proto Żewłakow, De Man, Tihinen, Deschacht Zetterberg (87' Lovre), Vanderhaeghe, Goor Wilhelmsson, Frutos (72' Juhász), Akın (77' Mpenza)               |                  |
| 4 februari 2006 Constant Vanden Stockstadion Anderlecht       | 9' Goor 12' Zetterberg 63' Frutos 65' Goor                        | 1-0 2-0 2-1 3-1 4-1     | 31' Vandenbergh                  | Proto Żewłakow, De Man, Tihinen, Deschacht Zetterberg (87' Lovre), Vanderhaeghe, Goor Wilhelmsson, Frutos (72' Juhász), Akın (77' Mpenza)               |                  |
| 11 februari 2006 Jan Breydelstadion Brugge                    | Excelsior Moeskroen                                               | 0-1                     | RSC Anderlecht                   | Proto Żewłakow, De Man, Tihinen, Deschacht Zetterberg (85' Iachtchouk), Vanderhaeghe, Goor Wilhelmsson (89' Delorge), Frutos, Akın (64' Juhász)         |                  |
| 11 februari 2006 Jan Breydelstadion Brugge                    |                                                                   | 0-1                     | 59' Frutos                       | Proto Żewłakow, De Man, Tihinen, Deschacht Zetterberg (85' Iachtchouk), Vanderhaeghe, Goor Wilhelmsson (89' Delorge), Frutos, Akın (64' Juhász)         |                  |
| 17 februari 2006 Constant Vanden Stockstadion Anderlecht      | RSC Anderlecht                                                    | 2-0                     | FC Brussels                      | Proto Żewłakow, De Man, Tihinen, Deschacht Wilhelmsson, Vanderhaeghe, Zetterberg (86' Iachtchouk), Goor Frutos (89' Vanden Borre), Akın (55' Mpenza)    |                  |
| 17 februari 2006 Constant Vanden Stockstadion Anderlecht      | 14' Frutos 66' Zetterberg                                         | 1-0 2-0                 |                                  | Proto Żewłakow, De Man, Tihinen, Deschacht Wilhelmsson, Vanderhaeghe, Zetterberg (86' Iachtchouk), Goor Frutos (89' Vanden Borre), Akın (55' Mpenza)    |                  |
| 24 februari 2006 Schiervelde Roeselare                        | KSV Roeselare                                                     | 0-2                     | RSC Anderlecht                   | Proto Żewłakow, Juhász, Tihinen, Deschacht Zetterberg (80' Siani), Vanderhaeghe, Goor Wilhelmsson, Frutos, Mpenza (74' Iachtchouk)                      |                  |
| 24 februari 2006 Schiervelde Roeselare                        |                                                                   |                         |                                  | Proto Żewłakow, Juhász, Tihinen, Deschacht Zetterberg (80' Siani), Vanderhaeghe, Goor Wilhelmsson, Frutos, Mpenza (74' Iachtchouk)                      |                  |
| 23 januari 2011 18:00 Constant Vanden Stockstadion Anderlecht | RSC Anderlecht                                                    | 3-0                     | Lierse SK                        | Proto Żewłakow, De Man, Juhász (10' Traoré), Deschacht Zetterberg, Vanderhaeghe, Goor Wilhelmsson, Frutos (86' Vanden Borre), Mpenza (64' Akın)         | 42' Wilhelmsson  |
| 23 januari 2011 18:00 Constant Vanden Stockstadion Anderlecht | 62' Goor 81' Frutos 85' Zetterberg                                | 1-0 2-0 3-0             |                                  | Proto Żewłakow, De Man, Juhász (10' Traoré), Deschacht Zetterberg, Vanderhaeghe, Goor Wilhelmsson, Frutos (86' Vanden Borre), Mpenza (64' Akın)         | 42' Wilhelmsson  |
| 10 maart 2006 Stayen Sint-Truiden                             | Sint-Truiden VV                                                   | 3-0                     | RSC Anderlecht                   | Proto Żewłakow (70' Iachtchouk), De Man, Tihinen, Deschacht Zetterberg (59' Vanden Borre), Vanderhaeghe, Goor Wilhelmsson, Frutos, Akın (79' Mpenza)    |                  |
| 10 maart 2006 Stayen Sint-Truiden                             | 65' Mbonabucya 80' Mbonabucya 87' Hajnal                          | 1-0 2-0 3-0             |                                  | Proto Żewłakow (70' Iachtchouk), De Man, Tihinen, Deschacht Zetterberg (59' Vanden Borre), Vanderhaeghe, Goor Wilhelmsson, Frutos, Akın (79' Mpenza)    |                  |
| 18 maart 2006 Constant Vanden Stockstadion Anderlecht         | RSC Anderlecht                                                    | 4-0                     | KSK Beveren                      | Proto Żewłakow (73' Vanden Borre), De Man, Tihinen, Deschacht Zetterberg, Vanderhaeghe, Goor (83' Tioté) Wilhelmsson, Frutos (80' Mpenza), Akın         |                  |
| 18 maart 2006 Constant Vanden Stockstadion Anderlecht         | 23' Zetterberg 26' Wilhelmsson 74' Frutos 89' Akın                | 1-0 2-0 3-0 4-0         |                                  | Proto Żewłakow (73' Vanden Borre), De Man, Tihinen, Deschacht Zetterberg, Vanderhaeghe, Goor (83' Tioté) Wilhelmsson, Frutos (80' Mpenza), Akın         |                  |
| 26 maart 2006 Jan Breydelstadion Brugge                       | Club Brugge                                                       | 0-2                     | RSC Anderlecht                   | Proto Żewłakow, De Man, Tihinen, Deschacht Vanderhaeghe, Zetterberg (79' Traoré), Goor Wilhelmsson, Frutos (90' Mpenza), Akın (62' Vanden Borre)        |                  |
| 26 maart 2006 Jan Breydelstadion Brugge                       |                                                                   | 0-1 0-2                 | 9' Frutos 85' Frutos             | Proto Żewłakow, De Man, Tihinen, Deschacht Vanderhaeghe, Zetterberg (79' Traoré), Goor Wilhelmsson, Frutos (90' Mpenza), Akın (62' Vanden Borre)        |                  |
| 31 maart 2006 Constant Vanden Stockstadion Anderlecht         | RSC Anderlecht                                                    | 1-1                     | KSC Lokeren                      | Proto Żewłakow (86' Siani), De Man, Tihinen, Deschacht Zetterberg, Vanderhaeghe, Goor Wilhelmsson, Frutos (11' Mpenza), Akın (82' Iachtchouk)           |                  |
| 31 maart 2006 Constant Vanden Stockstadion Anderlecht         | 38' Akın                                                          | 0-1 1-1                 | 12' Tihinen (e.d.)               | Proto Żewłakow (86' Siani), De Man, Tihinen, Deschacht Zetterberg, Vanderhaeghe, Goor Wilhelmsson, Frutos (11' Mpenza), Akın (82' Iachtchouk)           |                  |
| 7 april 2006 Stade du Pays Charleroi                          | Sporting Charleroi                                                | 1-1                     | RSC Anderlecht                   | Proto Żewłakow, Tihinen, De Man, Deschacht Lovre (84' Tioté), Vanderhaeghe, Zetterberg, Goor Akın (82' Vanden Borre), Pujol                             |                  |
| 7 april 2006 Stade du Pays Charleroi                          | 88' Akpala                                                        | 0-1 1-1                 | 3' Pujol                         | Proto Żewłakow, Tihinen, De Man, Deschacht Lovre (84' Tioté), Vanderhaeghe, Zetterberg, Goor Akın (82' Vanden Borre), Pujol                             |                  |
| 14 april 2006 Constant Vanden Stockstadion Anderlecht         | RSC Anderlecht                                                    | 5-0                     | KVC Westerlo                     | Proto Żewłakow (79' Vanden Borre), De Man, Tihinen, Deschacht Zetterberg, Vanderhaeghe, Goor Wilhelmsson, Pujol (88' Siani), Akın (79' Mpenza)          |                  |
| 14 april 2006 Constant Vanden Stockstadion Anderlecht         | 54' Pujol 72' Pujol 75' Pujol 83' Zetterberg 86' Mpenza           | 1-0 2-0 3-0 4-0 5-0     |                                  | Proto Żewłakow (79' Vanden Borre), De Man, Tihinen, Deschacht Zetterberg, Vanderhaeghe, Goor Wilhelmsson, Pujol (88' Siani), Akın (79' Mpenza)          |                  |
| 21 april 2006 Constant Vanden Stockstadion Anderlecht         | RSC Anderlecht                                                    | 2-0                     | Standard Luik                    | Zitka Żewłakow, De Man, Tihinen, Deschacht Zetterberg (89' Traoré), Vanderhaeghe, Goor Wilhelmsson, Pujol (82' Frutos), Akın (71' Mpenza)               |                  |
| 21 april 2006 Constant Vanden Stockstadion Anderlecht         | 34' Akın 59' Zetterberg                                           | 1-0 2-0                 |                                  | Zitka Żewłakow, De Man, Tihinen, Deschacht Zetterberg (89' Traoré), Vanderhaeghe, Goor Wilhelmsson, Pujol (82' Frutos), Akın (71' Mpenza)               |                  |
| 30 april 2006 Jules Ottenstadion Gent                         | AA Gent                                                           | 0-0                     | RSC Anderlecht                   | Zitka Żewłakow, Tihinen, De Man, Deschacht Wilhelmsson, Vanderhaeghe, Zetterberg, Goor Akın (58' Frutos), Pujol (74' Mpenza)                            |                  |
| 30 april 2006 Jules Ottenstadion Gent                         |                                                                   |                         |                                  | Zitka Żewłakow, Tihinen, De Man, Deschacht Wilhelmsson, Vanderhaeghe, Zetterberg, Goor Akın (58' Frutos), Pujol (74' Mpenza)                            |                  |
| 5 mei 2006 Constant Vanden Stockstadion Anderlecht            | RSC Anderlecht                                                    | 3-0                     | SV Zulte Waregem                 | Zitka Żewłakow, Traoré, Tihinen (86' Pujol), Deschacht Zetterberg (76' Vanden Borre), Vanderhaeghe, Goor Wilhelmsson, Frutos, Akın (25' Mpenza)         |                  |
| 5 mei 2006 Constant Vanden Stockstadion Anderlecht            | 41' Traoré 54' Tihinen 63' Dindeleux (e.d.)                       | 1-0 2-0 3-0             |                                  | Zitka Żewłakow, Traoré, Tihinen (86' Pujol), Deschacht Zetterberg (76' Vanden Borre), Vanderhaeghe, Goor Wilhelmsson, Frutos, Akın (25' Mpenza)         |                  |

| LaL (thuis) | CER (uit) | GBA (thuis) | GNK (uit) | MOE (thuis) | BRUS (uit) | ROE (thuis) | LIE (uit) | STVV (thuis) | BEV (uit) |

| CLUB (thuis) | LOK (uit) | CHA (thuis) | WES (uit) | GNT (thuis) | ZWA (uit) | STA (uit) | LaL (uit) | CER (thuis) | GBA (uit) |

| GNK (thuis) | MOE (uit) | BRUS (thuis) | ROE (uit) | LIE (thuis) | STVV (uit) | BEV (thuis) | CLUB (uit) | LOK (thuis) | CHA (uit) |

| WES (thuis) | STA (thuis) | GNT (uit) | ZWA (thuis) |

### Statistieken
- Meeste wedstrijden: Olivier Deschacht (33 wedstrijden)
- Meeste doelpunten: Mbo Mpenza (11 doelpunten)

### Overzicht
| Speeldag  | 1 | 2 | 3 | 4  | 5  | 6  | 7  | 8  | 9  | 10 | 11 | 12 | 13 | 14 | 15 | 16 | 17 | 18 | 19 | 20 | 21 | 22 | 23 | 24 | 25 | 26 | 27 | 28 | 29 | 30 | 31 | 32 | 33 | 34 |
| --------- | - | - | - | -- | -- | -- | -- | -- | -- | -- | -- | -- | -- | -- | -- | -- | -- | -- | -- | -- | -- | -- | -- | -- | -- | -- | -- | -- | -- | -- | -- | -- | -- | -- |
| Resultaat | w | w | w | g  | w  | g  | w  | g  | w  | w  | g  | g  | w  | v  | w  | w  | v  | g  | g  | v  | w  | w  | w  | w  | w  | v  | w  | w  | g  | g  | w  | w  | g  | w  |
| Punten    | 3 | 6 | 9 | 10 | 13 | 14 | 17 | 18 | 21 | 24 | 25 | 26 | 29 | 29 | 32 | 35 | 35 | 36 | 37 | 37 | 40 | 43 | 46 | 49 | 52 | 52 | 55 | 58 | 59 | 60 | 63 | 66 | 67 | 68 |

### Klassement
|         |    |                                  | P  | W  | G  | V  | +  | -  | DS  | Ptn |
| ------- | -- | -------------------------------- | -- | -- | -- | -- | -- | -- | --- | --- |
| K (CL)  | 1  | RSC Anderlecht                   | 34 | 20 | 10 | 4  | 72 | 27 | 45  | 70  |
| (CL)    | 2  | R. Standard de Liège             | 34 | 19 | 8  | 7  | 51 | 28 | 23  | 65  |
| (UEFA)  | 3  | Club Brugge KV                   | 34 | 18 | 10 | 6  | 51 | 33 | 18  | 64  |
|         | 4  | KAA Gent                         | 34 | 18 | 7  | 9  | 48 | 34 | 14  | 61  |
|         | 5  | KRC Genk                         | 34 | 16 | 9  | 9  | 52 | 38 | 14  | 57  |
|         | 6  | Germinal Beerschot               | 34 | 14 | 7  | 13 | 50 | 45 | 5   | 49  |
| (beker) | 7  | SV Zulte Waregem                 | 34 | 14 | 7  | 13 | 51 | 49 | 2   | 49  |
|         | 8  | KSC Lokeren Oost-Vlaanderen      | 34 | 12 | 11 | 11 | 48 | 49 | −1  | 47  |
|         | 9  | KVC Westerlo                     | 34 | 13 | 7  | 14 | 42 | 48 | −6  | 46  |
|         | 10 | FC Brussels                      | 34 | 12 | 10 | 12 | 30 | 30 | 0   | 46  |
|         | 11 | R. Sporting du Pays de Charleroi | 34 | 11 | 12 | 11 | 39 | 39 | 0   | 45  |
| (fair)  | 12 | KSV Roeselare                    | 34 | 10 | 11 | 13 | 44 | 42 | 2   | 41  |
|         | 13 | R. Excelsior Mouscron            | 34 | 11 | 4  | 19 | 43 | 43 | 0   | 37  |
|         | 14 | Cercle Brugge KSV                | 34 | 10 | 7  | 17 | 38 | 61 | −23 | 37  |
|         | 15 | K. Sint-Truidense VV             | 34 | 8  | 10 | 16 | 36 | 49 | −13 | 34  |
|         | 16 | KSK Beveren                      | 34 | 9  | 6  | 19 | 35 | 55 | −20 | 33  |
| E       | 17 | K. Lierse SK                     | 34 | 8  | 8  | 18 | 22 | 52 | −30 | 32  |
| D       | 18 | RAA Louviéroise                  | 34 | 4  | 14 | 16 | 26 | 56 | −30 | 26  |

P: wedstrijden gespeeld, W: wedstrijden gewonnen, G: gelijke spelen, V: wedstrijden verloren, +: gescoorde doelpunten, -: doelpunten tegen, DS: doelsaldo, Ptn: totaal punten
K: kampioen, D: degradeert, E: naar eindronde (beker): bekerwinnaar, (CL): geplaatst voor Champions League, (UEFA): geplaatst voor UEFA-beker
Aanvankelijk eindigde Zulte Waregem zesde en Germinal Beerschot Antwerpen zevende. Op 2 juni, enkele weken na het afsluiten van de competitie, kreeg GBA van de evocatiecommissie opnieuw gelijk in een zaak omtrent een wedstrijd tegen Cercle Brugge. Cercle had speler Brian Pinas opgesteld, die echter niet op het wedstrijdblad stond. De uitslag van deze wedstrijd bleef 5-0, waardoor GBA twee punten bijkreeg, en Cercle een verloor. GBA steeg daardoor alsnog een plaatsje in de eindrangschikking, Cercle zakte er een.

## UEFA Champions League
RSC Anderlecht moest zich als vicekampioen via de voorrondes proberen te plaatsen voor de groepsfase van de UEFA Champions League. Anderlecht schakelde eerst zonder veel moeite het Azerbeidzjaanse Neftçi Bakoe uit, nadien volgde het lastige Slavia Praag. De Tsjechische ploeg begon met een goede uitgangspositie aan de terugwedstrijd van de derde voorronde, maar Anderlecht won uiteindelijk met 0-2 en plaatste zich net als Club Brugge dat jaar voor de groepsfase.
Na de loting belandde Anderlecht in Groep G, samen met de Engelse clubs Chelsea FC en Liverpool FC, en de Spaanse subtopper Real Betis. Anderlecht verloor al gauw elke wedstrijd en trainer Franky Vercauteren leek net als zijn voorganger Hugo Broos op een 0 op 18 af te stevenen. Maar op de laatste speeldag kon paars-wit verrassend winnen op het veld van Real Betis na een goal van Vincent Kompany. Ondanks de overwinning kon de club niet Europees overwinteren.

### Wedstrijden
| UEFA Champions League                                     |                                                                |                     |                        | |               |
| Wedstrijddetails                                          | Thuisploeg                                                     | Uitslag             | Uitploeg               | Opstelling | Rode kaarten  |
| 2e voorronde                                              |                                                                |                     |                        | |               |
| 25 juli 2005 Constant Vanden Stockstadion Anderlecht      | RSC Anderlecht                                                 | 5-0                 | Neftçi Bakoe           | Zitka Tihinen, Kompany, Deschacht Vanden Borre, Zetterberg (81' Baseggio), Vanderhaeghe, Goor Wilhelmsson, Jestrović (78' Akın), Mpenza (64' Żewłakow) |               |
| 25 juli 2005 Constant Vanden Stockstadion Anderlecht      | 21' Tihinen 24' Jestrović 32' Mpenza 35' Goor 74' Vanderhaeghe | 1-0 2-0 3-0 4-0 5-0 |                        | Zitka Tihinen, Kompany, Deschacht Vanden Borre, Zetterberg (81' Baseggio), Vanderhaeghe, Goor Wilhelmsson, Jestrović (78' Akın), Mpenza (64' Żewłakow) |               |
| 3 augustus 2005 Bakcell Arena Bakoe                       | Neftçi Bakoe                                                   | 1-0                 | RSC Anderlecht         | Zitka Tihinen, Kompany (83' De Man), Deschacht Vanden Borre, Hasi, Vanderhaeghe, Żewłakow Wilhelmsson, Mpenza (70' Jestrović), Goor (64' Akın)         |               |
| 3 augustus 2005 Bakcell Arena Bakoe                       | 4' Boret                                                       | 1-0                 |                        | Zitka Tihinen, Kompany (83' De Man), Deschacht Vanden Borre, Hasi, Vanderhaeghe, Żewłakow Wilhelmsson, Mpenza (70' Jestrović), Goor (64' Akın)         |               |
| 3e voorronde                                              |                                                                |                     |                        | |               |
| 10 augustus 2005 Constant Vanden Stockstadion Anderlecht  | RSC Anderlecht                                                 | 2-1                 | Slavia Praag           | Zitka Vanden Borre, Tihinen, Kompany, Deschacht Zetterberg (81' Baseggio), Vanderhaeghe, Goor Akın, Jestrović (62' Wilhelmsson), Mpenza                |               |
| 10 augustus 2005 Constant Vanden Stockstadion Anderlecht  | 6' Goor 37' Mpenza                                             | 1-0 1-1 2-1         | 21' Jarolim            | Zitka Vanden Borre, Tihinen, Kompany, Deschacht Zetterberg (81' Baseggio), Vanderhaeghe, Goor Akın, Jestrović (62' Wilhelmsson), Mpenza                |               |
| 24 augustus 2005 Stadion Evžena Rošického Praag           | Slavia Praag                                                   | 0-2                 | RSC Anderlecht         | Zitka Vanden Borre (89' Żewłakow), Tihinen, Kompany, Deschacht Wilhelmsson (86' Zetterberg), Vanderhaeghe, De Man, Goor Akın (85' Delorge), Mpenza     |               |
| 24 augustus 2005 Stadion Evžena Rošického Praag           |                                                                | 0-1 0-2             | 72' Akın 84' Mpenza    | Zitka Vanden Borre (89' Żewłakow), Tihinen, Kompany, Deschacht Wilhelmsson (86' Zetterberg), Vanderhaeghe, De Man, Goor Akın (85' Delorge), Mpenza     |               |
| Champions League                                          |                                                                |                     |                        | |               |
| Wedstrijddetails                                          | Thuisploeg                                                     | Uitslag             | Uitploeg               | Opstelling | Rode kaarten  |
| Groepsfase                                                |                                                                |                     |                        | |               |
| 13 september 2005 Stamford Bridge Londen                  | Chelsea FC                                                     | 1-0                 | RSC Anderlecht         | Zitka Żewłakow (81' Jestrović), Tihinen, Juhász, Deschacht Vanden Borre, Vanderhaeghe (90' Delorge), De Man, Goor Akın (70' Wilhelmsson), Mpenza       |               |
| 13 september 2005 Stamford Bridge Londen                  | 19' Lampard                                                    | 1-0                 |                        | Zitka Żewłakow (81' Jestrović), Tihinen, Juhász, Deschacht Vanden Borre, Vanderhaeghe (90' Delorge), De Man, Goor Akın (70' Wilhelmsson), Mpenza       |               |
| 28 september 2005 Constant Vanden Stockstadion Anderlecht | RSC Anderlecht                                                 | 0-1                 | Real Betis             | Proto Vanden Borre, Tihinen (80' Akın), De Man, Deschacht Wilhelmsson, Vanderhaeghe (86' Baseggio), Zetterberg, Goor Jestrović, Mpenza                 |               |
| 28 september 2005 Constant Vanden Stockstadion Anderlecht |                                                                | 0-1                 | 69' Oliveira           | Proto Vanden Borre, Tihinen (80' Akın), De Man, Deschacht Wilhelmsson, Vanderhaeghe (86' Baseggio), Zetterberg, Goor Jestrović, Mpenza                 |               |
| 19 oktober 2005 Constant Vanden Stockstadion Anderlecht   | RSC Anderlecht                                                 | 0-1                 | Liverpool FC           | Proto Vanden Borre, Tihinen (50' Traoré), De Man, Deschacht (73' Akın) Wilhelmsson, Vanderhaeghe (60' Baseggio), Zetterberg, Goor Jestrović, Mpenza    |               |
| 19 oktober 2005 Constant Vanden Stockstadion Anderlecht   |                                                                | 0-1                 | 20' Cissé              | Proto Vanden Borre, Tihinen (50' Traoré), De Man, Deschacht (73' Akın) Wilhelmsson, Vanderhaeghe (60' Baseggio), Zetterberg, Goor Jestrović, Mpenza    |               |
| 1 november 2005 Anfield Londen                            | Liverpool FC                                                   | 3-0                 | RSC Anderlecht         | Proto Juhász, Tihinen, De Man, Żewłakow Wilhelmsson, Vanderhaeghe (70' Pujol), Zetterberg, Goor Akın (70' Jestrović), Mpenza (82' Baseggio)            | 75' Jestrović |
| 1 november 2005 Anfield Londen                            | 34' Morientes 61' Luis Garcia 89' Cissé                        | 1-0 2-0 3-0         |                        | Proto Juhász, Tihinen, De Man, Żewłakow Wilhelmsson, Vanderhaeghe (70' Pujol), Zetterberg, Goor Akın (70' Jestrović), Mpenza (82' Baseggio)            | 75' Jestrović |
| 23 november 2005 Constant Vanden Stockstadion Anderlecht  | RSC Anderlecht                                                 | 0-2                 | Chelsea FC             | Proto Żewłakow, Tihinen, Kompany, Deschacht Vanden Borre, Vanderhaeghe (46' Iachtchouk), Goor Wilhelmsson, Mpenza (60' Zetterberg), Akın (74' Ehret)   |               |
| 23 november 2005 Constant Vanden Stockstadion Anderlecht  |                                                                | 0-1 0-2             | 8' Crespo 15' Carvalho | Proto Żewłakow, Tihinen, Kompany, Deschacht Vanden Borre, Vanderhaeghe (46' Iachtchouk), Goor Wilhelmsson, Mpenza (60' Zetterberg), Akın (74' Ehret)   |               |
| 6 december 2005 Estadio Manuel Ruíz de Lopera Sevilla     | Real Betis                                                     | 0-1                 | RSC Anderlecht         | Zitka Delorge, Juhász, Kompany, Deschacht Lovre (69' Tihinen), Tioté (84' Zetterberg), Baseggio (69' Żewłakow), Goor Iachtchouk, Pujol                 |               |
| 6 december 2005 Estadio Manuel Ruíz de Lopera Sevilla     |                                                                | 0-1                 | 44' Kompany            | Zitka Delorge, Juhász, Kompany, Deschacht Lovre (69' Tihinen), Tioté (84' Zetterberg), Baseggio (69' Żewłakow), Goor Iachtchouk, Pujol                 |               |

### Tweede voorronde (heen)
|                                               |                                                                |                |              |                                                                                             |
| 26 juli 2005 Voorrondes UEFA Champions League | RSC Anderlecht                                                 | 5 – 0          | Neftçi Bakoe | Constant Vanden Stockstadion, Anderlecht Toeschouwers: 21.055 Scheidsrechter: Darko Čeferin |
| 26 juli 2005 Voorrondes UEFA Champions League | 21' Tihinen 24' Jestrović 32' Mpenza 35' Goor 77' Vanderhaeghe | Wedstrijdfiche |              | Constant Vanden Stockstadion, Anderlecht Toeschouwers: 21.055 Scheidsrechter: Darko Čeferin |

| Anderlecht | Neftçi |

| Anderlecht (4–4–2 ruit): |    |                       |     |
|                          |    |                       |     |
| GK                       | 1  | Daniel Zitka          |     |
| RB                       | 37 | Anthony Vanden Borre  |     |
| CB                       | 27 | Vincent Kompany       |     |
| CB                       | 30 | Hannu Tihinen         |     |
| LB                       | 3  | Olivier Deschacht     |     |
| DM                       | 4  | Yves Vanderhaeghe     |     |
| CM                       | 17 | Christian Wilhelmsson |     |
| CM                       | 14 | Bart Goor             |     |
| AM                       | 21 | Pär Zetterberg        | 81' |
| RF                       | 9  | Mbo Mpenza            | 65' |
| LF                       | 8  | Nenad Jestrović       | 74' |
| Wisselspelers:           |    |                       |     |
|                          |    |                       |     |
| DF                       | 6  | Michał Żewłakow       | 65' |
| FW                       | 24 | Serhat Akın           | 74' |
| MF                       | 10 | Walter Baseggio       | 81' |
| Coach:                   |    |                       |     |
| Frank Vercauteren        |    |                       |     |

| Neftçi (4–3–3):     |    |                     |     |
|                     |    |                     |     |
| GK                  | 12 | Jahangir Hasanzade  | 46' |
| RB                  | 5  | Roeslan Qafitoellin | 10' |
| CB                  | 4  | Valeri Abramidze    |     |
| CB                  | 19 | Roeslan Abbasov     |     |
| LB                  | 17 | Agil Mammadov       |     |
| CM                  | 14 | Rəşad Sadıqov       |     |
| CM                  | 7  | Vadim Boreț         |     |
| AM                  | 24 | Darko Čordaš        |     |
| RW                  | 21 | Nadir Nabjev        |     |
| CF                  | 10 | Georgi Adamia       |     |
| LW                  | 15 | Tomislav Misura     | 74' |
| Wisselspelers:      |    |                     |     |
|                     |    |                     |     |
| DF                  | 2  | İqor Hetman         | 10' |
| GK                  | 1  | Vladimir Micović    | 46' |
| FW                  | 20 | Branimir Subasić    | 74' |
| Coach:              |    |                     |     |
| Agaselim Mirjavadov |    |                     |     |

### Tweede voorronde (terug)
|                                                  |                |                |                |                                                                         |
| 3 augustus 2005 Voorrondes UEFA Champions League | Neftçi Bakoe   | 1 – 0          | RSC Anderlecht | Bakcell Arena, Bakoe Toeschouwers: 10.000 Scheidsrechter: Viktor Kassai |
| 3 augustus 2005 Voorrondes UEFA Champions League | 5' (pen) Boreț | Wedstrijdfiche |                | Bakcell Arena, Bakoe Toeschouwers: 10.000 Scheidsrechter: Viktor Kassai |

| Neftçi | Anderlecht |

| Neftçi (4–3–3):     |    |                      |     |
|                     |    |                      |     |
| GK                  | 1  | Vladimir Micović     |     |
| RB                  | 2  | İqor Hetman          |     |
| CB                  | 4  | Valeri Abramidze     |     |
| CB                  | 19 | Roeslan Abbasov      |     |
| LB                  | 17 | Agil Mammadov        |     |
| CM                  | 14 | Rəşad Sadıqov (1982) |     |
| CM                  | 6  | Rəşad Sadıqov (1983) | 69' |
| AM                  | 22 | Zaur Tağızadə        |     |
| RW                  | 21 | Nadir Nabjev         | 90' |
| CF                  | 7  | Vadim Boreț          |     |
| LW                  | 20 | Branimir Subasić     | 76' |
| Wisselspelers:      |    |                      |     |
|                     |    |                      |     |
| MF                  | 11 | Bahtijar Moesajev    | 69' |
| FW                  | 15 | Tomislav Misura      | 76' |
| MF                  | 24 | Darko Čordaš         | 90' |
| Coach:              |    |                      |     |
| Agaselim Mirjavadov |    |                      |     |

| Anderlecht (4–2–3–1): |    |                       |     |
|                       |    |                       |     |
| GK                    | 1  | Daniel Zitka          |     |
| RB                    | 6  | Michał Żewłakow       |     |
| CB                    | 27 | Vincent Kompany       | 81' |
| CB                    | 30 | Hannu Tihinen         |     |
| LB                    | 3  | Olivier Deschacht     |     |
| CM                    | 15 | Besnik Hasi           |     |
| CM                    | 4  | Yves Vanderhaeghe     |     |
| RM                    | 37 | Anthony Vanden Borre  |     |
| AM                    | 14 | Bart Goor             | 62' |
| LM                    | 17 | Christian Wilhelmsson |     |
| CF                    | 9  | Mbo Mpenza            | 70' |
| Wisselspelers:        |    |                       |     |
|                       |    |                       |     |
| FW                    | 24 | Serhat Akın           | 62' |
| FW                    | 8  | Nenad Jestrović       | 70' |
| DF                    | 31 | Mark De Man           | 81' |
| Coach:                |    |                       |     |
| Frank Vercauteren     |    |                       |     |

### Derde voorronde (heen)
|                                                   |                    |                |              |                                                                                              |
| 10 augustus 2005 Voorrondes UEFA Champions League | RSC Anderlecht     | 2 – 1          | Slavia Praag | Constant Vanden Stockstadion, Anderlecht Toeschouwers: 17.866 Scheidsrechter: Joeri Baskakov |
| 10 augustus 2005 Voorrondes UEFA Champions League | 7' Goor 37' Mpenza | Wedstrijdfiche | 19' Jarolím  | Constant Vanden Stockstadion, Anderlecht Toeschouwers: 17.866 Scheidsrechter: Joeri Baskakov |

| Anderlecht | Slavia Praag |

| Anderlecht (4–4–2 ruit): |    |                       |     |
|                          |    |                       |     |
| GK                       | 1  | Daniel Zitka          |     |
| RB                       | 37 | Anthony Vanden Borre  |     |
| CB                       | 27 | Vincent Kompany       |     |
| CB                       | 30 | Hannu Tihinen         |     |
| LB                       | 3  | Olivier Deschacht     |     |
| DM                       | 4  | Yves Vanderhaeghe     |     |
| CM                       | 9  | Mbo Mpenza            |     |
| CM                       | 14 | Bart Goor             |     |
| AM                       | 21 | Pär Zetterberg        | 80' |
| RF                       | 8  | Nenad Jestrović       | 61' |
| LF                       | 24 | Serhat Akın           |     |
| Wisselspelers:           |    |                       |     |
|                          |    |                       |     |
| MF                       | 17 | Christian Wilhelmsson | 61' |
| MF                       | 10 | Walter Baseggio       | 80' |
| Coach:                   |    |                       |     |
| Frank Vercauteren        |    |                       |     |

| Slavia Praag (4–3–3): |    |                  |         |
|                       |    |                  |         |
| GK                    | 29 | Matúš Kozáčik    |         |
| RB                    | 17 | Marek Suchý      |         |
| CB                    | 6  | Martin Latka     |         |
| CB                    | 28 | Tomáš Hrdlička   | 46'     |
| LB                    | 21 | Martin Zbončák   | 72'     |
| DM                    | 12 | Ivan Kováč       | 77'     |
| CM                    | 11 | Miroslav Holeňák |         |
| CM                    | 14 | Patrik Gedeon    |         |
| RW                    | 23 | Karel Piták      | 89'     |
| CF                    | 7  | Stanislav Vlček  | 32' 83' |
| LW                    | 20 | Lukáš Jarolím    | 36'     |
| Wisselspelers:        |    |                  |         |
|                       |    |                  |         |
| DF                    | 18 | Dušan Švento     | 46'     |
| FW                    | 25 | Tomáš Pešír      | 83'     |
| DF                    | 24 | Petr Zábojník    | 89'     |
| Coach:                |    |                  |         |
| Karel Jarolím         |    |                  |         |

### Derde voorronde (terug)
|                                                   |              |                |                       |                                                                                  |
| 24 augustus 2005 Voorrondes UEFA Champions League | Slavia Praag | 0 – 2          | RSC Anderlecht        | Stadion Evžena Rošického, Praag Toeschouwers: 17.216 Scheidsrechter: Éric Poulat |
| 24 augustus 2005 Voorrondes UEFA Champions League |              | Wedstrijdfiche | 69' Serhat 83' Mpenza | Stadion Evžena Rošického, Praag Toeschouwers: 17.216 Scheidsrechter: Éric Poulat |

| Slavia Praag | Anderlecht |

| Slavia Praag (4–3–3): |    |                  |         |
|                       |    |                  |         |
| GK                    | 29 | Matúš Kozáčik    |         |
| RB                    | 17 | Marek Suchý      |         |
| CB                    | 6  | Martin Latka     |         |
| CB                    | 28 | Tomáš Hrdlička   | 60'     |
| LB                    | 21 | Martin Zbončák   |         |
| DM                    | 5  | Michal Švec      | 46'     |
| CM                    | 11 | Miroslav Holeňák | 64'     |
| CM                    | 14 | Patrik Gedeon    | 30' 64' |
| RW                    | 23 | Karel Piták      |         |
| CF                    | 7  | Stanislav Vlček  | 44'     |
| LW                    | 20 | Lukáš Jarolím    |         |
| Wisselspelers:        |    |                  |         |
|                       |    |                  |         |
| FW                    | 16 | Pavel Fořt       | 46'     |
| DF                    | 18 | Dušan Švento     | 60'     |
| DF                    | 24 | Petr Zábojník    | 64'     |
| Coach:                |    |                  |         |
| Karel Jarolím         |    |                  |         |

| Anderlecht (4–4–2): |    |                       |     |
|                     |    |                       |     |
| GK                  | 1  | Daniel Zitka          |     |
| RB                  | 37 | Anthony Vanden Borre  | 87' |
| CB                  | 27 | Vincent Kompany       |     |
| CB                  | 30 | Hannu Tihinen         |     |
| LB                  | 3  | Olivier Deschacht     |     |
| RM                  | 17 | Christian Wilhelmsson | 88' |
| CM                  | 31 | Mark De Man           |     |
| CM                  | 4  | Yves Vanderhaeghe     | 20' |
| LM                  | 14 | Bart Goor             | 80' |
| RF                  | 9  | Mbo Mpenza            |     |
| LF                  | 24 | Serhat Akın           | 84' |
| Wisselspelers:      |    |                       |     |
|                     |    |                       |     |
| FW                  | 19 | Laurent Delorge       | 84' |
| DF                  | 6  | Michał Żewłakow       | 87' |
| MF                  | 21 | Pär Zetterberg        | 88' |
| Coach:              |    |                       |     |
| Frank Vercauteren   |    |                       |     |

### Groepsfase, groep G
| Eerste speeldag |     |            |
| Chelsea         | 1–0 | Anderlecht |
| Real Betis      | 1–2 | Liverpool  |
| Tweede speeldag |     |            |
| Liverpool       | 0–0 | Chelsea    |
| Anderlecht      | 0–1 | Real Betis |
| Derde speeldag  |     |            |
| Anderlecht      | 0–1 | Liverpool  |
| Chelsea         | 4–0 | Real Betis |
| Vierde speeldag |     |            |
| Liverpool       | 3–0 | Anderlecht |
| Real Betis      | 1–0 | Chelsea    |
| Vijfde speeldag |     |            |
| Anderlecht      | 0–2 | Chelsea    |
| Liverpool       | 0–0 | Real Betis |
| Zesde speeldag  |     |            |
| Chelsea         | 0–0 | Liverpool  |
| Real Betis      | 0–1 | Anderlecht |

### Groepsfase speeldag 1
|                                                    |             |                |                |                                                                             |
| 13 september 2005 Groepsfase UEFA Champions League | Chelsea     | 1 – 0          | RSC Anderlecht | Stamford Bridge, Londen Toeschouwers: 29.575 Scheidsrechter: Wolfgang Stark |
| 13 september 2005 Groepsfase UEFA Champions League | 18' Lampard | Wedstrijdfiche |                | Stamford Bridge, Londen Toeschouwers: 29.575 Scheidsrechter: Wolfgang Stark |

| Chelsea | Anderlecht |

| Chelsea (4–3–3): |    |                       |       |
|                  |    |                       |       |
| GK               | 1  | Petr Čech             |       |
| RB               | 20 | Paulo Ferreira        |       |
| CB               | 26 | John Terry            |       |
| CB               | 6  | Ricardo Carvalho      |       |
| LB               | 13 | William Gallas        |       |
| DM               | 4  | Claude Makélélé       |       |
| CM               | 5  | Michael Essien        | 90+1' |
| CM               | 8  | Frank Lampard         |       |
| RW               | 11 | Damien Duff           | 77'   |
| CF               | 15 | Didier Drogba         |       |
| LW               | 16 | Arjen Robben          | 67'   |
| Wisselspelers:   |    |                       |       |
|                  |    |                       |       |
| FW               | 24 | Shaun Wright-Phillips | 67'   |
| FW               | 12 | Carlton Cole          | 77'   |
| DF               | 29 | Robert Huth           | 90+1' |
| Coach:           |    |                       |       |
| José Mourinho    |    |                       |       |

| Anderlecht (4–4–2): |    |                       |         |
|                     |    |                       |         |
| GK                  | 1  | Daniel Zitka          |         |
| RB                  | 6  | Michał Żewłakow       | 81'     |
| CB                  | 5  | Roland Juhász         |         |
| CB                  | 30 | Hannu Tihinen         |         |
| LB                  | 3  | Olivier Deschacht     |         |
| RM                  | 37 | Anthony Vanden Borre  |         |
| CM                  | 31 | Mark De Man           |         |
| CM                  | 4  | Yves Vanderhaeghe     | 87' 89' |
| LM                  | 14 | Bart Goor             |         |
| RF                  | 9  | Mbo Mpenza            |         |
| LF                  | 24 | Serhat Akın           | 58' 70' |
| Wisselspelers:      |    |                       |         |
|                     |    |                       |         |
| MF                  | 17 | Christian Wilhelmsson | 70'     |
| FW                  | 8  | Nenad Jestrović       | 81'     |
| FW                  | 19 | Laurent Delorge       | 89'     |
| Coach:              |    |                       |         |
| Frank Vercauteren   |    |                       |         |

### Groepsfase speeldag 2
|                                                    |                |                |                      |                                                                                               |
| 28 september 2005 Groepsfase UEFA Champions League | RSC Anderlecht | 0 – 1          | Real Betis           | Constant Vanden Stockstadion, Anderlecht Toeschouwers: 21.278 Scheidsrechter: Roberto Rosetti |
| 28 september 2005 Groepsfase UEFA Champions League |                | Wedstrijdfiche | 68' Ricardo Oliveira | Constant Vanden Stockstadion, Anderlecht Toeschouwers: 21.278 Scheidsrechter: Roberto Rosetti |

| Anderlecht | Betis |

| Anderlecht (4–4–2 ruit): |    |                       |     |
|                          |    |                       |     |
| GK                       | 13 | Silvio Proto          |     |
| RB                       | 37 | Anthony Vanden Borre  |     |
| CB                       | 31 | Mark De Man           |     |
| CB                       | 30 | Hannu Tihinen         | 79' |
| LB                       | 3  | Olivier Deschacht     |     |
| DM                       | 4  | Yves Vanderhaeghe     | 85' |
| CM                       | 17 | Christian Wilhelmsson |     |
| CM                       | 14 | Bart Goor             |     |
| AM                       | 21 | Pär Zetterberg        |     |
| RF                       | 9  | Mbo Mpenza            |     |
| LF                       | 8  | Nenad Jestrović       |     |
| Wisselspelers:           |    |                       |     |
|                          |    |                       |     |
| FW                       | 24 | Serhat Akın           | 79' |
| MF                       | 10 | Walter Baseggio       | 85' |
| Coach:                   |    |                       |     |
| Frank Vercauteren        |    |                       |     |

| Betis (3–4–3):       |    |                     |         |
|                      |    |                     |         |
| GK                   | 13 | Toni Doblas         |         |
| CB                   | 27 | Melli               |         |
| CB                   | 4  | Juanito             | 79'     |
| CB                   | 5  | David Rivas         | 21' 70' |
| RWB                  | 7  | Varela              | 89'     |
| CM                   | 18 | Alberto Rivera      |         |
| CM                   | 15 | Miguel Ángel Lozano |         |
| LWB                  | 19 | Óscar López         | 73'     |
| RW                   | 17 | Joaquín             | 88'     |
| CF                   | 12 | Ricardo Oliveira    |         |
| LW                   | 21 | Xisco               | 76'     |
| Wisselspelers:       |    |                     |         |
|                      |    |                     |         |
| DF                   | 16 | Nano Rivas          | 70'     |
| FW                   | 9  | Fernando            | 76'     |
| MF                   | 20 | Marcos Assunção     | 88'     |
| Coach:               |    |                     |         |
| Llorenç Serra Ferrer |    |                     |         |

### Groepsfase speeldag 3
|                                                  |                |                |           |                                                                                               |
| 19 oktober 2005 Groepsfase UEFA Champions League | RSC Anderlecht | 0 – 1          | Liverpool | Constant Vanden Stockstadion, Anderlecht Toeschouwers: 21.824 Scheidsrechter: Massimo Busacca |
| 19 oktober 2005 Groepsfase UEFA Champions League |                | Wedstrijdfiche | 20' Cissé | Constant Vanden Stockstadion, Anderlecht Toeschouwers: 21.824 Scheidsrechter: Massimo Busacca |

| Anderlecht | Liverpool |

| Anderlecht (4–4–2 ruit): |    |                       |     |
|                          |    |                       |     |
| GK                       | 13 | Silvio Proto          |     |
| RB                       | 37 | Anthony Vanden Borre  |     |
| CB                       | 31 | Mark De Man           |     |
| CB                       | 30 | Hannu Tihinen         | 50' |
| LB                       | 3  | Olivier Deschacht     | 75' |
| DM                       | 4  | Yves Vanderhaeghe     | 61' |
| CM                       | 17 | Christian Wilhelmsson |     |
| CM                       | 14 | Bart Goor             |     |
| AM                       | 21 | Pär Zetterberg        |     |
| RF                       | 9  | Mbo Mpenza            |     |
| LF                       | 8  | Nenad Jestrović       |     |
| Wisselspelers:           |    |                       |     |
|                          |    |                       |     |
| DF                       | 34 | Lamine Traoré         | 50' |
| MF                       | 10 | Walter Baseggio       | 61' |
| FW                       | 24 | Serhat Akın           | 75' |
| Coach:                   |    |                       |     |
| Frank Vercauteren        |    |                       |     |

| Liverpool (4–2–3–1): |    |                  |     |
|                      |    |                  |     |
| GK                   | 25 | Pepe Reina       | 85' |
| RB                   | 17 | Josemi           |     |
| CB                   | 23 | Jamie Carragher  |     |
| CB                   | 4  | Sami Hyypiä      |     |
| LB                   | 21 | Djimi Traoré     |     |
| CM                   | 14 | Xabi Alonso      | 60' |
| CM                   | 16 | Dietmar Hamann   |     |
| RM                   | 10 | Luis García      |     |
| AM                   | 22 | Mohamed Sissoko  | 82' |
| LM                   | 6  | John Arne Riise  | 88' |
| CF                   | 9  | Djibril Cissé    | 75' |
| Wisselspelers:       |    |                  |     |
|                      |    |                  |     |
| FW                   | 7  | Harry Kewell     | 75' |
| MF                   | 30 | Boudewijn Zenden | 82' |
| DF                   | 2  | Stephen Warnock  | 88' |
| Coach:               |    |                  |     |
| Rafael Benítez       |    |                  |     |

### Groepsfase speeldag 4
|                                                  |                                         |                |                |                                                                            |
| 1 november 2005 Groepsfase UEFA Champions League | Liverpool                               | 3 – 0          | RSC Anderlecht | Anfield, Liverpool Toeschouwers: 42.607 Scheidsrechter: Kim Milton Nielsen |
| 1 november 2005 Groepsfase UEFA Champions League | 34' Morientes 61' Luis García 89' Cissé | Wedstrijdfiche |                | Anfield, Liverpool Toeschouwers: 42.607 Scheidsrechter: Kim Milton Nielsen |

| Liverpool | Anderlecht |

| Liverpool (4–4–2 ruit): |    |                    |     |
|                         |    |                    |     |
| GK                      | 25 | Pepe Reina         |     |
| RB                      | 3  | Steve Finnan       |     |
| CB                      | 23 | Jamie Carragher    |     |
| CB                      | 4  | Sami Hyypiä        |     |
| LB                      | 6  | John Arne Riise    |     |
| DM                      | 14 | Xabi Alonso        |     |
| CM                      | 8  | Steven Gerrard     | 79' |
| CM                      | 10 | Luis García        |     |
| AM                      | 22 | Mohamed Sissoko    | 21' |
| RF                      | 15 | Peter Crouch       | 72' |
| LF                      | 19 | Fernando Morientes | 52' |
| Wisselspelers:          |    |                    |     |
|                         |    |                    |     |
| MF                      | 30 | Boudewijn Zenden   | 52' |
| FW                      | 9  | Djibril Cissé      | 72' |
| FW                      | 7  | Harry Kewell       | 79' |
| Coach:                  |    |                    |     |
| Rafael Benítez          |    |                    |     |

| Anderlecht (3–5–2): |    |                       |         |
|                     |    |                       |         |
| GK                  | 13 | Silvio Proto          |         |
| CB                  | 6  | Michał Żewłakow       |         |
| CB                  | 5  | Roland Juhász         |         |
| CB                  | 30 | Hannu Tihinen         |         |
| RWB                 | 17 | Christian Wilhelmsson |         |
| CM                  | 31 | Mark De Man           |         |
| CM                  | 4  | Yves Vanderhaeghe     | 70'     |
| LWB                 | 14 | Bart Goor             |         |
| AM                  | 21 | Pär Zetterberg        |         |
| RF                  | 9  | Mbo Mpenza            | 82'     |
| LF                  | 24 | Serhat Akın           | 70'     |
| Wisselspelers:      |    |                       |         |
|                     |    |                       |         |
| FW                  | 8  | Nenad Jestrović       | 70' 75' |
| FW                  | 11 | Grégory Pujol         | 70'     |
| MF                  | 10 | Walter Baseggio       | 82'     |
| Coach:              |    |                       |         |
| Frank Vercauteren   |    |                       |         |

### Groepsfase speeldag 5
|                                                   |                |                |                                |                                                                                              |
| 23 november 2005 Groepsfase UEFA Champions League | RSC Anderlecht | 0 – 2          | Chelsea                        | Constant Vanden Stockstadion, Anderlecht Toeschouwers: 22.500 Scheidsrechter: Stefano Farina |
| 23 november 2005 Groepsfase UEFA Champions League |                | Wedstrijdfiche | 8' Crespo 15' Ricardo Carvalho | Constant Vanden Stockstadion, Anderlecht Toeschouwers: 22.500 Scheidsrechter: Stefano Farina |

| Anderlecht | Chelsea |

| Anderlecht (4–3–3): |    |                       |     |
|                     |    |                       |     |
| GK                  | 13 | Silvio Proto          |     |
| RB                  | 6  | Michał Żewłakow       |     |
| CB                  | 27 | Vincent Kompany       |     |
| CB                  | 30 | Hannu Tihinen         |     |
| LB                  | 3  | Olivier Deschacht     |     |
| DM                  | 4  | Yves Vanderhaeghe     | 46' |
| CM                  | 37 | Anthony Vanden Borre  | 12' |
| CM                  | 14 | Bart Goor             |     |
| RW                  | 9  | Mbo Mpenza            | 60' |
| CF                  | 24 | Serhat Akın           | 74' |
| LW                  | 17 | Christian Wilhelmsson |     |
| Wisselspelers:      |    |                       |     |
|                     |    |                       |     |
| FW                  | 22 | Oleh Jasjtsjoek       | 46' |
| MF                  | 21 | Pär Zetterberg        | 60' |
| MF                  | 20 | Fabrice Ehret         | 74' |
| Coach:              |    |                       |     |
| Frank Vercauteren   |    |                       |     |

| Chelsea (4–4–2 ruit): |    |                  |     |
|                       |    |                  |     |
| GK                    | 1  | Petr Čech        |     |
| RB                    | 13 | William Gallas   |     |
| CB                    | 26 | John Terry       | 80' |
| CB                    | 6  | Ricardo Carvalho |     |
| LB                    | 3  | Asier del Horno  | 60' |
| CM                    | 10 | Joe Cole         | 63' |
| DM                    | 5  | Michael Essien   |     |
| CM                    | 11 | Damien Duff      |     |
| AM                    | 8  | Frank Lampard    |     |
| RF                    | 9  | Hernán Crespo    | 86' |
| LF                    | 22 | Eiður Guðjohnsen | 78' |
| Wisselspelers:        |    |                  |     |
|                       |    |                  |     |
| MF                    | 19 | Lassana Diarra   | 63' |
| DF                    | 14 | Geremi           | 78' |
| FW                    | 12 | Carlton Cole     | 86' |
| Coach:                |    |                  |     |
| José Mourinho         |    |                  |     |

### Groepsfase speeldag 6
|                                                  |            |                |                |                                                                                            |
| 6 december 2005 Groepsfase UEFA Champions League | Real Betis | 0 – 1          | RSC Anderlecht | Estadio Manuel Ruiz de l'Opera, Sevilla Toeschouwers: 55.300 Scheidsrechter: Darko Čeferin |
| 6 december 2005 Groepsfase UEFA Champions League |            | Wedstrijdfiche | 44' Kompany    | Estadio Manuel Ruiz de l'Opera, Sevilla Toeschouwers: 55.300 Scheidsrechter: Darko Čeferin |

| Betis | Anderlecht |

| Betis (4–3–3):       |    |                  |     |
|                      |    |                  |     |
| GK                   | 13 | Toni Doblas      |     |
| RB                   | 19 | Óscar López      |     |
| CB                   | 3  | Alejandro Lembo  |     |
| CB                   | 5  | David Rivas      |     |
| LB                   | 22 | Paolo Castellini |     |
| CM                   | 18 | Alberto Rivera   |     |
| CM                   | 27 | Juande Prados    | 71' |
| RM                   | 26 | Israël           | 46' |
| AM                   | 14 | Capi             |     |
| LM                   | 23 | Juanlu           | 46' |
| CF                   | 9  | Fernando         | 68' |
| Wisselspelers:       |    |                  |     |
|                      |    |                  |     |
| MF                   | 17 | Joaquín          | 46' |
| MF                   | 21 | Xisco            | 46' |
| MF                   | 20 | Marcos Assunção  | 71' |
| Coach:               |    |                  |     |
| Llorenç Serra Ferrer |    |                  |     |

| Anderlecht (4–4–2): |    |                   |         |
|                     |    |                   |         |
| GK                  | 1  | Daniel Zitka      |         |
| RB                  | 19 | Laurent Delorge   |         |
| CB                  | 27 | Vincent Kompany   |         |
| CB                  | 5  | Roland Juhász     | 29'     |
| LB                  | 3  | Olivier Deschacht |         |
| RM                  | 7  | Goran Lovre       | 63' 69' |
| CM                  | 10 | Walter Baseggio   | 69'     |
| CM                  | 41 | Cheik Tioté       | 84'     |
| LM                  | 14 | Bart Goor         |         |
| RF                  | 22 | Oleh Jasjtsjoek   | 80'     |
| LF                  | 11 | Grégory Pujol     |         |
| Wisselspelers:      |    |                   |         |
|                     |    |                   |         |
| DF                  | 6  | Michał Żewłakow   | 69'     |
| DF                  | 30 | Hannu Tihinen     | 69'     |
| MF                  | 21 | Pär Zetterberg    | 84'     |
| Coach:              |    |                   |         |
| Frank Vercauteren   |    |                   |         |

#### Statistieken
- Meeste wedstrijden: Bart Goor en Hannu Tihinen (10 wedstrijden)
- Meeste doelpunten: Mbo Mpenza (3 doelpunten)

#### Eindstand
| Team              | Ptn | Wed | W | G | V | DV | DT | DR |
| ----------------- | --- | --- | - | - | - | -- | -- | -- |
| 1. Liverpool FC   | 12  | 6   | 3 | 3 | 0 | 6  | 1  | +5 |
| 2. Chelsea FC     | 11  | 6   | 3 | 2 | 1 | 7  | 1  | +6 |
| 3. Real Betis     | 7   | 6   | 2 | 1 | 3 | 3  | 7  | −4 |
| 4. RSC Anderlecht | 3   | 6   | 1 | 0 | 5 | 1  | 8  | −7 |

## Beker van België
Op 10 november 2005 moest Anderlecht het opnemen tegen tweedeklasser Verbroedering Geel, waar op dat ogenblik Peter Maes aan de slag was als coach. Het werd 0-0 en ook in de verlengingen werd er niet gescoord. Er kwamen strafschoppen en daarin miste Cheick Tioté als enige vanop de stip.

### Wedstrijd
| Beker van België                                         |                |           |                         | |              |
| Wedstrijddetails                                         | Thuisploeg     | Uitslag   | Uitploeg                | Opstelling | Rode kaarten |
| 1/16 finale                                              |                |           |                         | |              |
| 10 november 2010 Constant Vanden Stockstadion Anderlecht | RSC Anderlecht | 0-0 (5-6) | Verbroedering Geel (II) | Zitka Żewłakow, Tihinen, Deschacht, Ehret Mpenza, Hasi (75' Kompany), Baseggio (105' Tioté), Goor Jestrović, Pujol (98' Vanderhaeghe) Strafschoppen: Żewłakow, Mpenza, Vanderhaeghe, Goor, Jestrović, Tioté |              |
| 10 november 2010 Constant Vanden Stockstadion Anderlecht |                |           |                         | Zitka Żewłakow, Tihinen, Deschacht, Ehret Mpenza, Hasi (75' Kompany), Baseggio (105' Tioté), Goor Jestrović, Pujol (98' Vanderhaeghe) Strafschoppen: Żewłakow, Mpenza, Vanderhaeghe, Goor, Jestrović, Tioté |              |

### Laatste 16
|  | 1/8e finale | 1/8e finale                  | 1/8e finale         |     |                     | kwartfinale | kwartfinale        | kwartfinale |  |  | halve finale | halve finale | halve finale     |   |  | finale | finale | finale |
|  |             |                              |                     |     |                     |             |                    |             |  |  |              |              |                  |   |  |        |        |        |
|  |             | KAA Gent                     | 1 (4)               |     |                     |             |                    |             |  |  |              |              |                  |   |  |        |        |        |
|  |             | Cercle Brugge                | 1 (2)               |     |                     |             |                    |             |  |  |              |              |                  |   |  |        |        |        |
|  |             | Cercle Brugge                | 1 (2)               |     | KAA Gent            | 2           |                    |             |  |  |              |              |                  |   |  |        |        |        |
|  |             |                              |                     |     | KAA Gent            | 2           |                    |             |  |  |              |              |                  |   |  |        |        |        |
|  |             |                              | Standard de Liège   | 1 4 |                     |             |                    |             |  |  |              |              |                  |   |  |        |        |        |
|  |             | Standard de Liège            | Standard de Liège   | 1 4 | 1                   |             |                    |             |  |  |              |              |                  |   |  |        |        |        |
|  |             |                              |                     |     | 1                   |             |                    |             |  |  |              |              |                  |   |  |        |        |        |
|  |             | Germinal Beerschot Antwerpen | 0                   |     |                     |             |                    |             |  |  |              |              |                  |   |  |        |        |        |
|  |             |                              |                     |     |                     |             | Standard de Liège  | 1           |  |  |              |              |                  |   |  |        |        |        |
|  |             |                              |                     |     |                     |             |                    |             |  |  |              |              |                  |   |  |        |        |        |
|  |             |                              | SV Zulte Waregem    | 2 0 |                     |             |                    |             |  |  |              |              |                  |   |  |        |        |        |
|  |             | Verbroedering Geel           | SV Zulte Waregem    | 2 0 | 0                   |             |                    |             |  |  |              |              |                  |   |  |        |        |        |
|  |             |                              |                     |     | 0                   |             |                    |             |  |  |              |              |                  |   |  |        |        |        |
|  |             | SV Zulte Waregem             | 1                   |     |                     |             |                    |             |  |  |              |              |                  |   |  |        |        |        |
|  |             | SV Zulte Waregem             | 1                   |     | SV Zulte Waregem    | 3 1         |                    |             |  |  |              |              |                  |   |  |        |        |        |
|  |             |                              |                     |     | SV Zulte Waregem    | 3 1         |                    |             |  |  |              |              |                  |   |  |        |        |        |
|  |             |                              | KVC Westerlo        | 0 3 |                     |             |                    |             |  |  |              |              |                  |   |  |        |        |        |
|  |             | Lierse SK                    | KVC Westerlo        | 0 3 | 1                   |             |                    |             |  |  |              |              |                  |   |  |        |        |        |
|  |             |                              |                     |     | 1                   |             |                    |             |  |  |              |              |                  |   |  |        |        |        |
|  |             | KVC Westerlo                 | 2                   |     |                     |             |                    |             |  |  |              |              |                  |   |  |        |        |        |
|  |             |                              |                     |     |                     |             |                    |             |  |  |              |              | SV Zulte Waregem | 2 |  |        |        |        |
|  |             |                              |                     |     |                     |             |                    |             |  |  |              |              |                  | 2 |  |        |        |        |
|  |             |                              | Excelsior Moeskroen | 1   |                     |             |                    |             |  |  |              |              |                  |   |  |        |        |        |
|  |             | Sint-Truidense VV            | Excelsior Moeskroen | 1   | 2                   |             |                    |             |  |  |              |              |                  |   |  |        |        |        |
|  |             | Sint-Truidense VV            |                     |     | 2                   |             |                    |             |  |  |              |              |                  |   |  |        |        |        |
|  |             | KRC Genk                     | 1                   |     |                     |             |                    |             |  |  |              |              |                  |   |  |        |        |        |
|  |             | KRC Genk                     | 1                   |     | Sint-Truidense VV   | 0           |                    |             |  |  |              |              |                  |   |  |        |        |        |
|  |             |                              |                     |     | Sint-Truidense VV   | 0           |                    |             |  |  |              |              |                  |   |  |        |        |        |
|  |             |                              | Sporting Charleroi  | 0 2 |                     |             |                    |             |  |  |              |              |                  |   |  |        |        |        |
|  |             | Sporting Charleroi           | Sporting Charleroi  | 0 2 | 2                   |             |                    |             |  |  |              |              |                  |   |  |        |        |        |
|  |             |                              |                     |     | 2                   |             |                    |             |  |  |              |              |                  |   |  |        |        |        |
|  |             | Oud-Heverlee Leuven          | 0                   |     |                     |             |                    |             |  |  |              |              |                  |   |  |        |        |        |
|  |             |                              |                     |     |                     |             | Sporting Charleroi | 0 1         |  |  |              |              |                  |   |  |        |        |        |
|  |             |                              |                     |     |                     |             |                    |             |  |  |              |              |                  |   |  |        |        |        |
|  |             |                              | Excelsior Moeskroen | 1   |                     |             |                    |             |  |  |              |              |                  |   |  |        |        |        |
|  |             | Excelsior Moeskroen          | Excelsior Moeskroen | 1   | 2                   |             |                    |             |  |  |              |              |                  |   |  |        |        |        |
|  |             | Excelsior Moeskroen          |                     |     | 2                   |             |                    |             |  |  |              |              |                  |   |  |        |        |        |
|  |             | RAEC Mons                    | 1                   |     |                     |             |                    |             |  |  |              |              |                  |   |  |        |        |        |
|  |             | RAEC Mons                    | 1                   |     | Excelsior Moeskroen | 0 2         |                    |             |  |  |              |              |                  |   |  |        |        |        |
|  |             |                              |                     |     | Excelsior Moeskroen | 0 2         |                    |             |  |  |              |              |                  |   |  |        |        |        |
|  |             |                              | KSK Beveren         | 0   |                     |             |                    |             |  |  |              |              |                  |   |  |        |        |        |
|  |             | KSK Beveren                  | KSK Beveren         | 0   | 5                   |             |                    |             |  |  |              |              |                  |   |  |        |        |        |
|  |             | KSK Beveren                  |                     |     | 5                   |             |                    |             |  |  |              |              |                  |   |  |        |        |        |
|  |             | KSC Lokeren Oost-Vlaanderen  | 1                   |     |                     |             |                    |             |  |  |              |              |                  |   |  |        |        |        |

## Individuele prijzen
- Fair-Play Prijs - Pär Zetterberg

## Afbeeldingen

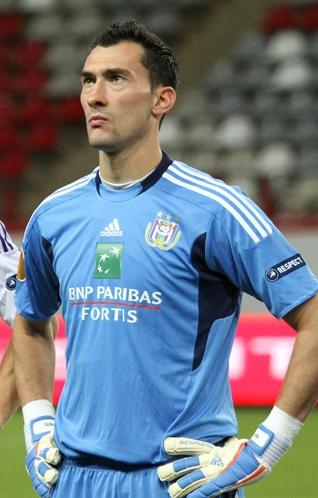
Silvio Proto (doelman)
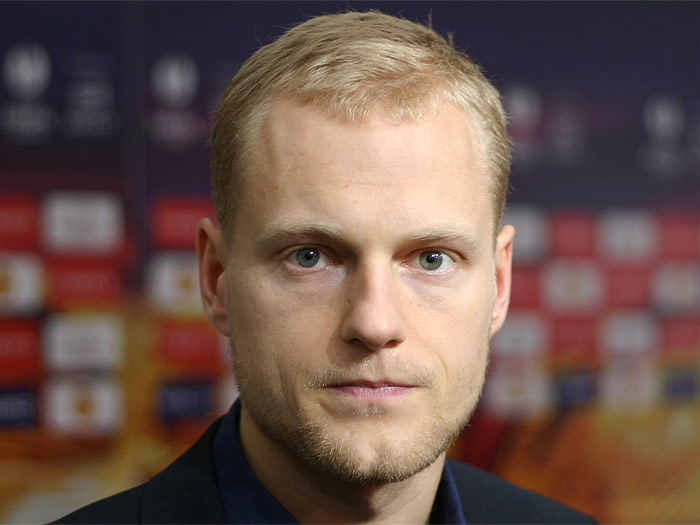
Olivier Deschacht (verdediger)
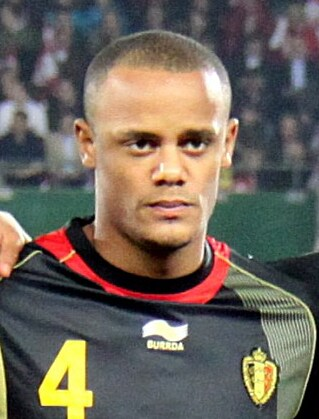
/ Vincent Kompany (verdediger)
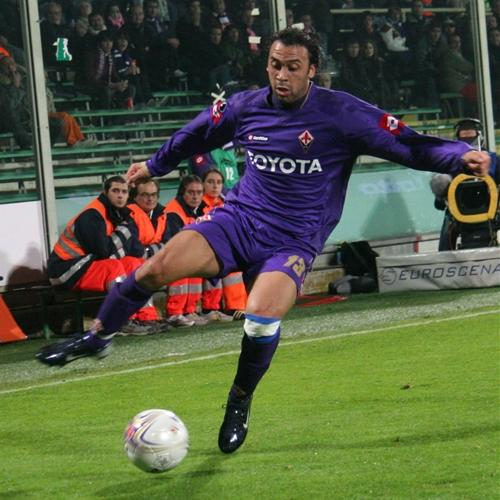
/ Anthony Vanden Borre (verdediger)
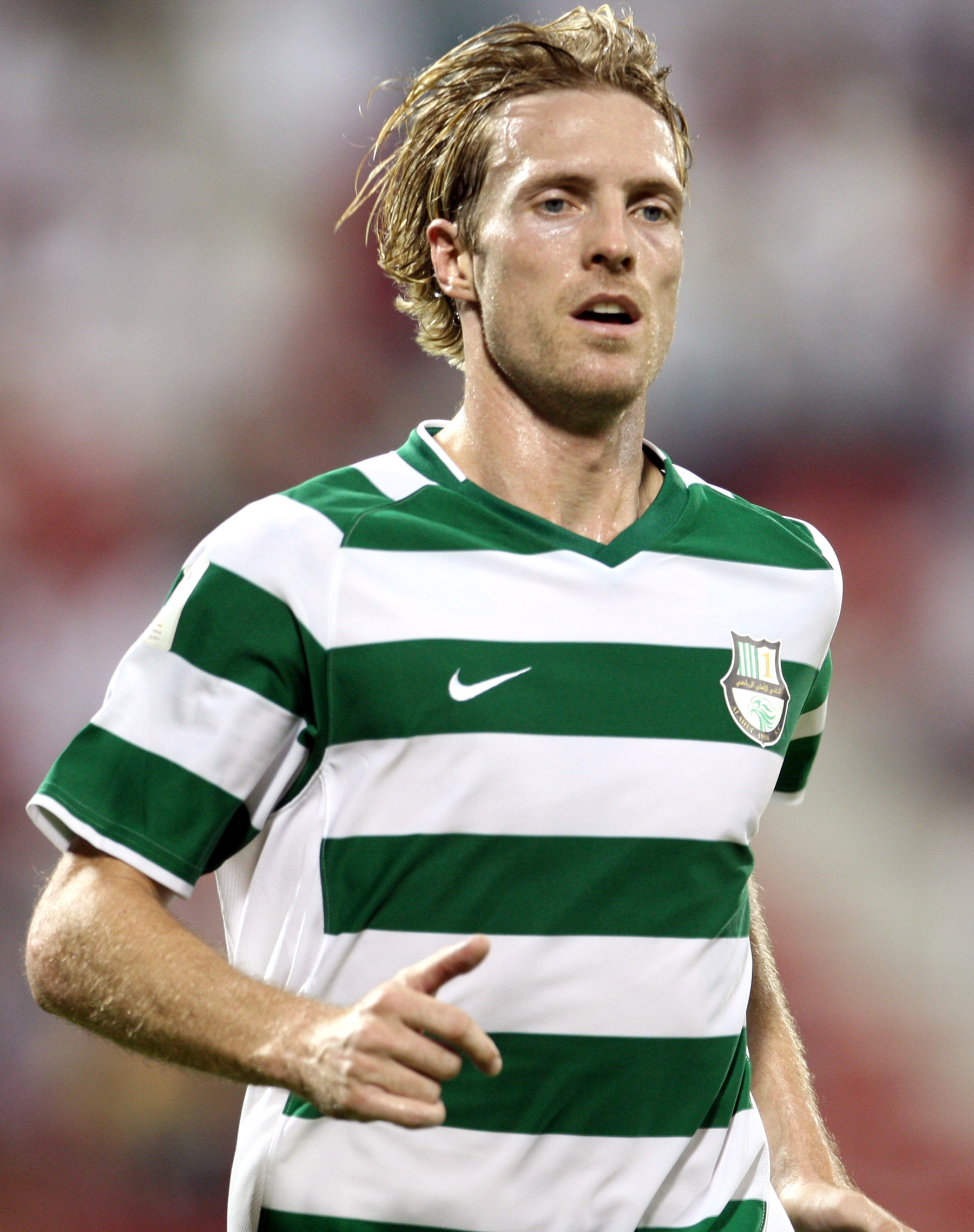
Christian Wilhelmsson (middenvelder)
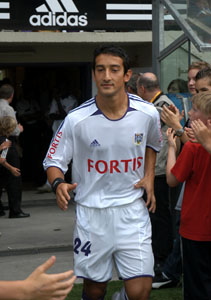
/ Serhat Akın (aanvaller)
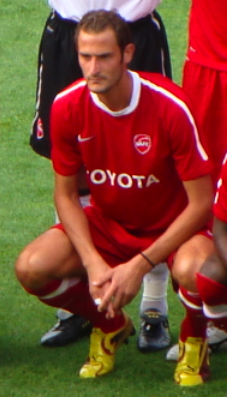
Grégory Pujol (aanvaller)